# ليلي لونا بوتر
ليلي لونا بوتر شخصية خيالية للمؤلفة البريطانية ج.ك رولينغ في سلسلة الصبي الساحر هاري بوتر عبارة ساحرة مختلطة الدم، أصغر أبناء هاري بوتر وجيني ويزلي لدى ليلي أخوين أكبر سناً هما جيمس سيريوس وألبوس سيفيروس. تم تسميتها تكريماً لجدتها المتوفية ليلي بوتر ، حيث أن اسمها الأوسط يأتي من صديقة والدها لونا لوفجود.
بدأت ليلي دراستها في مدرسة هوجورتس للسحر والشعوذة في عام 2019 مع ابنة عمها، هوغو جرانجر ويزلي، وتم تصنيفها في منزل جريفندور.

## نبذة عنها
ولدت ليلى بوتر إلى هاري وجينيفرا بوتر، أصغر أبنهماه. لديها اثنين من الأخوة الأكبر سنا: جيمس سيريوس بوتر والباس سيفروس بوتر. تكون ليلي أصغر سنًا بحوالي عامين من ألباس، وأربعة أعوام أصغر من جيمس.
في عام 2014، حضرت ليلي، مع عائلتها، نهائي كأس العالم للكويدتش 2014 في صحراء باتاغونيا. كانت ليلي تشجع الفريق البلغاري، إلى جانب غالبية أفراد عائلتها. وتجدر الإشارة أيضا إلى أنها كانت حسنة التصرف، حيث لم تتلق ريتا سكيتر أي تعليقات لاذعة فيما يتعلق بسلوكها.
في عام 2017، ذهبت لرؤية أشقائها وابنة عمها، روز ويزلي ، في قطار هوجوورتس اكسبرس، ولكنها لم تكن قد بلغت الحادية عشر بعد لان سن القبول في هوجورتس 11 عام. كما أنها كانت متحمسة مثلما تصرفت والدتها جيني عندما ذهب هاري ورون إلى أول سنة لهوجورتس. هي وابن عمها، هوغو جرانجر ويزلي، في نفس العمر. تحدث هوغو وليلي بحماس عن المنزل الذي يريدان أن يكونا فيه في هوجورتس.
في عام 2019، بدأت ليلي تعليمها في مدرسة هوجورتس للسحر والشعوذة وتم تصنيفها في منزل جريفندور. في عام 2020 شوهدت على منصة 9 ¾ جنبا إلى جنب مع بقية أفراد أسرتها، يجلس على عربة شقيقها الأكبر الباس سيفروس بوتر.